# کیریل پتروف
کیریل پتروف (بلغاری: Кирил Петков؛ ۸ ژوئن ۱۹۳۳ – ۲۲ ژانویهٔ ۲۰۱۹) کشتی‌گیر اهل بلغارستان بود.